# Igor Oïstrakh
Pour les articles homonymes, voir Oïstrakh.
Igor Oïstrakh (en russe : Игорь Давидович Ойстрах) est un violoniste russe, né à Odessa en Union soviétique, aujourd'hui en Ukraine, le 27 avril 1931 et mort le 14 août 2021 à Moscou. Il est le fils du violoniste David Oïstrakh.

## Biographie
Il réussit à intégrer la classe de violon de son père aux côtés, notamment, de Gidon Kremer. Il réalisa de nombreux enregistrements, dont certains avec son père, interprétant conjointement la Symphonie concertante pour violon et alto de Mozart et le Concerto pour 2 violons en ré mineur (BWV 1043) de Bach.
Sa carrière se poursuivit au-delà de la mort de son père, en 1974. Il est artiste du peuple de Russie en 1989.
Il enseigne entre 1996 et 2010 au Conservatoire de Bruxelles.